# Енріке Прохазка
Енріке Прохазка (Ліма, 1960) — перуанський письменник, фотограф і альпініст.

## Освіта
Він вивчав філософію та антропологію в Папському католицькому університеті Перу та архітектуру в Університеті Рікардо Пальма.

## Виданих книг

### Розповіді
- Одна пустеля, Ліма, Editorial Australis, 1997. Барселона, Seix Barral, 2017;
- Сорок складів, чотирнадцять слів, Ліма, Grupo Editorial Huaca Prieta/Lluvia Editores, 2005

### Романи
- Дім (з ілюстраціями Моніки Прохазки). Ліма, Rain Publishers, 2004. Мадрид, 451 Editores, 2007. ISBN 978-8-49-682206-1.
- Тест Тьюринга, Ліма, Lluvia Editores, 2005[2]

## Твори опубліковані в антологіях
- 17 фантастичних перуанських оповідань (вибір Габріеля Рімачі Сальєра та Карлоса Сотомайора), Ліма, Editorial Casatomada, 2008;[3]

## Твір перекладено французькою
- La Courte Mer, переклад Сержа Местра, у Les Bonnes Nouvelles de l'Amérique Latine, Gallimard, Du monde entier, 2010. ISBN 978-2-07-012942-3